# Messy Little Raindrops
Messy Little Raindrops é o segundo álbum de estúdio da cantora britânica Cheryl Cole, lançado em 1 de novembro de 2010 pela Fascination Records. O projeto é o acompanhamento de várias solo de estréia de platina álbum de Cole 3 Words (2009), após sete anos de sucesso como membro do grupo feminino Girls Aloud. Gravado em Los Angeles e Londres, Cole trabalhou principalmente com Wayne Wilkins, que já produziu o seu primeiro single "Fight for This Love".
O disco utiliza um mais pop dance do que o álbum anterior de Cole. Ele recebeu em geral críticas mistas dos críticos de música contemporânea. Ele foi precedido pelo single, "Promise This", chegando ao número um na Irlanda e no Reino Unido. O álbum estreou no número um no Reino Unido, e no número dois na Irlanda.

## Faixas
Lista de faixas:
| N.º            | Título                           | Compositor(es)                                                                                 | Duração |  |
| 1.             | "Promise This"                   | Priscilla Hamilton , Wayne Wilkins                                                             | 3:24    |  |
| 2.             | "Yeah Yeah (com Travie McCoy)"   | Fin Dow-Smith , Wayne Hector , Travie McCoy                                                    | 3:16    |  |
| 3.             | "Live Tonight"                   | William Adams , Cheryl                                                                         | 3:30    |  |
| 4.             | "The Flood"                      | Priscilla Hamilton , Wayne Wilkins                                                             | 3:57    |  |
| 5.             | "Amnesia"                        | Steve Kipner , Tamyra Savage , Wayne Wilkins                                                   | 3:43    |  |
| 6.             | "Everyone (com Dizzee Rascal)"   | Antwoine "T-Wiz" Collins , Andre Merritt , Wayne Wilkins                                       | 3:59    |  |
| 7.             | "Raindrops"                      | Ryan Buendia , Priscilla Hamilton , Jean-Baptiste , Nick Marsh , Michael McHenry , Alain Whyte | 3:30    |  |
| 8.             | "Hummingbird"                    | Priscilla Hamilton , Al Shuckburgh                                                             | 3:12    |  |
| 9.             | "Better to Lie (com August)"     | August Rigo , J.R. Rotem                                                                       | 3:29    |  |
| 10.            | "Let's Get Down (com will.i.am)" | William Adams , Cheryl                                                                         | 3:51    |  |
| 11.            | "Happy Tears"                    | Nasri Atweh , Antwoine "T-Wiz" Collins , Wayne Wilkins                                         | 3:54    |  |
| 12.            | "Waiting"                        | Ryan Buendia , Jean-Baptiste , Nick Marsh , Michael McHenry , Kelis Rogers                     | 4:09    |  |
| Duração total: | Duração total:                   | Duração total:                                                                                 | 43:54   |  |

## Paradas
| Paradas (2010)          | Melhor posição |
| ----------------------- | -------------- |
| European Top 100 Albums | 7              |
| Irish Albums Chart      | 2              |
| UK Albums Chart         | 1              |